# 大阪よし子の今夜、どっち系?
『大阪よし子の今夜どっち系？』（おおさかよしこのこんやどっちけい）は、ラジオ関西によるAM地上波とスマートフォン向けアプリなどで2014年11月2日から2016年11月27日まで放送されていたラジオ番組である。

## 概要
ラジオ番組『大阪よし子の今夜どっち系？』は、大阪をよくしたいロボットと、ITコンサルタントという不思議なコンビが織りなす、異色の雑談力向上トークバラエティ番組である。
番組内の大阪よし子は、パーソナリティをコテコテの関西弁を話すロボットとして登場し、ITコンサルタントの平田セイジとともに毎回、雑談力向上をめざしたエンターテインメント番組を展開している。
なお、楽曲以外はPodcastやスマートフォン/タブレット向けの公式アプリで聴取可能である。また、番組中でロンドンやロサンゼルスなどの日本人コミュニティで聴取されていることが明かされている。
コーナー
- 無茶振りどっちボール

毎週番組ディレクターから2人に、雑談のお題が（無茶ぶり）提供される。ひとつは「アホネタ」、もうひとつは「マジネタ」。どちらも「AかBのどっち系？」という二者択一であり、ああでもない、こうでもないと、自分たちの考えを披露してゆく形式。
- 全日本雑談研究所

「今日から使える！雑談力アップのテクニック」を毎回1つ解説。案内役は雑談コンシェルジュ平田セイジ。大阪よし子を相手にノウハウを伝授。

## 出演者
- 大阪よし子 (ロボット)

関西弁ロボットとして登場。写真などを公開せず、声だけの出演。大阪をよくするアイディアを次々に思いつくはずであるが・・・
- 平田セイジ (雑談コンシェルジュ)

本業はITコンサルタント。仕事柄、クライアントの問題を聞き出す為、かなりの時間を"雑談"に費やす。よし子に"雑談コンシェルジュ"と命名される。

## サポーター[1]
第1期(ダイアローグ・タウン提供)中は、"大阪よし子サポーターの声"として、以下の有識者によるコメント形式のCMが挿入されていた。
リスナーの皆さんには、大阪を良くするためのいろんなアイディアを出して頂きたいなと。 (湯浅誠)
本音の街、大阪！このホンネという愛情をもっと掘り下げてください。 (立原啓裕)
笑いの絶えない大阪にしてや～？頼んまっせー？期待してまっせー！ (笑福亭鶴笑)
アメリカは無人機を飛ばして空爆したり戦争ロボットも開発しているんですよ。大阪よし子さんは笑いを届ける大阪発のロボットとして頑張ってくださいね～！ (西谷文和)
大阪、いろんな問題を抱えておりますが。それをリスナーにわかりやすく伝え、一緒に考え、それでいて尖った番組を期待を期待したいと思います。 (石丸次郎)
雑多なものを同居させてもええやん、って言ってる大阪精神が大好きです。こんな大阪ずっと残してほしいなと思います。 (景山佳代子)

## 提供
第1期 (～2015/11)
ダイアローグ・タウン (Dialogue Town)
第2期 (2015/12～)
株式会社東陽運輸
株式会社ふれ愛交通および東陽運輸グループ各社
東陽運輸のトラックには本番組の宣伝ステッカーが貼られている。